# Daïra d'Azzaba
Pour les articles homonymes, voir Azzaba.
La daïra d'Azzaba est une circonscription administrative algérienne située dans la wilaya de Skikda. Son chef-lieu est situé sur la commune éponyme d'Azzaba.

## Communes
La daïra est composée de cinq communes: 
- Azzaba
- Aïn Charchar
- Djendel Saadi Mohamed
- El Ghedir
- Es Sebt.